# Барбино (Ярославская область)
Барбино — деревня в Погорельском сельском округе Глебовского сельского поселения Рыбинского района Ярославской области.
Деревня расположена к юго-востоку от центра сельского округа, села Погорелка. Здесь, среди в целом лесной местности существует относительно большое поле, на котором расположились небольшие деревни. Просёлочная дорога из Погорелки в юго-востояном направлении через Дуброво идёт на деревню Барбино, далее Угольница и Терентьевская. К северо-востоку от Барбино стоят деревни Лютново и Гальчино, к востоку — Заречье и Лисино, к западу — Истомино и Горели .
Деревня указана на плане Генерального межевания Рыбинского уезда 1792 года как деревня Бобрина.
На 1 января 2007 года в деревне числилось 10 постоянных жителей . Почтовое отделение, расположенное в центре сельского округа, селе Погорелка, обслуживает в деревне Барбино 28 домов.